# Synagris aestuans
Synagris aestuans är en stekelart som först beskrevs av Fabricius 1781.  Synagris aestuans ingår i släktet Synagris och familjen Eumenidae. Utöver nominatformen finns också underarten S. a. rufa.